# ディープインパクト禁止薬物検出事件
ディープインパクト禁止薬物検出事件とは、フランスのロンシャン競馬場にて2006年に行われた競馬の第85回凱旋門賞において、日本の池江泰郎調教師の管理馬・ディープインパクトの馬体から禁止薬物であるイプラトロピウムが検出され、失格となった事件である。

## 概要
2006年10月19日（木曜日）に、レース後の理化学検査で「ディープインパクトの体内から禁止薬物イプラトロピウムが検出された」とフランスの競馬統括機関であるフランスギャロが発表した。
この発表を受けて、日本中央競馬会（JRA）の高橋政行理事長は「栄誉ある凱旋門賞に汚点を残す結果となり、誠に残念でなりません」という趣旨の内容の発言をした。この発言はJRAのサイト内にある2006年10月19日のJRAニュースに、平成18年10月19日付けの発表として掲載されている。
ディープインパクトは前年の2005年に1984年のシンボリルドルフ以来となる無敗でのクラシック三冠制覇を達成し、当年も天皇賞・春、宝塚記念を優勝した優駿だった。JRAとしては人気と実力を兼ね備えたスターホース候補が久々に出現したということで同馬のPR活動にはかなり力を入れており、日本ダービー当日にはレース前にもかかわらず同馬の銅像を展示したり、凱旋門賞の前にはJRAが主催するレースでないにもかかわらず、「凱旋門に衝撃が走る」「世界のディープを見逃すな」というキャッチコピーを使った同馬のCMも頻繁に流していたという経緯もあったのだが、そのディープインパクト自身から禁止薬物が検出されて、日本中が注目したレースで失格になると言う皮肉な結末となってしまった。
事件が発覚した際、同馬の調教師である池江泰郎がフランスギャロに提出した弁明書は「ディープインパクトは9月13日からせき込むようになり、21～25日にフランス人獣医師の処方によりイプラトロピウムによる吸入治療を行った。その間2度、吸入中にディープインパクトが暴れ、外れたマスクから薬剤が飛散し馬房内の敷料（寝ワラなど）、干し草に付着。それをレース前日から当日の間に同馬が摂取し、レース後まで残留した可能性が高い」という内容だった。
その後、フランスギャロは11月16日に同馬に失格の裁定を下した。なお、凱旋門賞で禁止薬物による失格馬はディープインパクトが初めてであった。同馬を管理する池江には15,000ユーロ（日本円換算約230万円）の制裁金を科した。また同年11月29日にJRAは同馬に同行した日本人開業獣医師に対し、JRA診療施設の貸し付けを同年12月4日から翌2007年6月3日まで6カ月間停止する処分を行った。

## イプラトロピウムについて
ディープインパクトの体内から検出されたイプラトロピウムは、人間への使用だけでなく、馬に対しても呼吸器疾患に使われる薬物である。競走馬に対する使用自体はフランスでも日本でも認められている（後述）が、フランスではイプラトロピウムが体内に残留した状態で競走に参加することは禁じられている。他に禁止薬物として指定している国にイギリス、オーストラリア、アメリカ合衆国等がある。日本では動物用のイプラトロピウムがあまり市場に流通していないので、当時JRAは禁止薬物に指定していなかった。しかし2007年1月に行われた全国の競馬主催者で構成される「禁止薬物に関する連絡協議会」で、JRA馬事部の伊藤幹（もとき）副長は「イプラトロピウムは競走能力に影響を及ぼす明らかな禁止薬物である」という見解を述べ、また「これまで日本では使われていなかったが、今後使われる危険性が非常に高い」と判断した事を発表し、2008年1月から日本でもイプラトロピウムが禁止薬物に指定される見込みであると発言した。実際に対策が早急になされた模様で、2007年3月1日付けで発表された日本中央競馬会競馬施行規程の一部改正による禁止薬物規定の整備で、イプラトロピウムは禁止薬物に追加されることとなった。
なお「フランスでは体内に自然に存在し得ない物質は全て禁止としているが、日本では競馬法で定める必要があるため禁止薬物を逐一指定しなければならないこと」「イプラトロピウムの気管支治療薬としての使用自体はフランスでも日本でも認められている（レース時に体内から抜けていればよい）こと」等の点に留意する必要がある。人間の陸上競技では禁止されていない薬物であり、「2006年1月1日発効の世界アンチ・ドーピング機構（WADA）が定める2006年度版禁止リスト中の禁止物質を含まない薬剤」に気管支炎用の気管支拡張薬として掲載されている。これを受けて「ドーピング検査が実施される大会期間中でも使用可能な処方薬」としている製薬会社や薬剤関係のHPも多数ある。もっとも、これらのHPでも「2006年度は使用が認められているが、今後禁止薬物に指定される可能性があるのでその度に専門家に相談すること」といった類の注意書きはなされている。

## その後の影響
この事件は、日本競馬界の期待を背負って凱旋門賞に挑んだディープインパクトの事件とあって大きく報じられることとなった。この騒動がファンの心理にも影響を与えたのか、2006年度の第51回有馬記念ファン投票でのディープインパクトへの投票は119,940票で、結果は1位だったものの前年の2005年度の第50回有馬記念時の160,297票と比較すると前年比74%程度まで減少した。また入場人員や売上金もそれぞれ前年比72.2%と88.2%と減少してしまっている。
この問題について、JRAが真相究明に関しては最後まで毅然とした態度を取らなかったことについても批判の対象となっている。また、池江調教師は、薬を投与しなければならない状況だったにも拘らず、ディープインパクトの正確な状態について何ら言及せずそのまま凱旋門賞に出走させたことや、薬物疑惑が発表されてからも口を閉ざし続けたことに関し、説明責任を果たしていない点及び説明責任を果たそうとする態度や対応が無い点について批判の対象となっている。
東京競馬記者クラブ内からは、ディープインパクトについて凱旋門賞で禁止薬物のために失格になったことなどを理由に「記者クラブ賞にふさわしくないのでは」といった意見が出され、2006年度の東京競馬記者クラブ賞をダイワメジャーに贈ることを決定した。
2006年度JRA賞においてディープインパクトは最優秀4歳以上牡馬および年度代表馬に選出されたが、最優秀4歳以上牡馬の記者投票ではダイワメジャーに1票、年度代表馬の記者投票ではダイワメジャーと該当馬無しに1票ずつ入ったため、満票での選出とはならなかった。報知新聞記者の浜木俊介は2007年1月12日付の報知新聞で両部門ともダイワメジャーに投票したと言明し、ディープインパクトに投票しなかった理由について「凱旋門賞で失格となったことでフェアプレーを守ることができなかった。そのため、ディープインパクトを最初からJRA賞の候補として考えていなかった」と述べた。